# Stanisław Maciołowski
Stanisław Kostka Marian Mikołaj Maciołowski (ur. 10 września 1905 w Drohobyczu, zm. 5 września 1998 w Poznaniu) – polski zarządca majątków ziemiańskich, porucznik rezerwy kawalerii Wojska Polskiego, potomek i krewny znanej krakowskiej rodziny malarzy Pochwalskich.

## Życiorys

### II Rzeczpospolita
Stanisław Maciołowski wychował się w majątku rodzinnym w Mokrzanach, koło Horodyszcza, niedaleko Sambora. Ukończył studia rolnicze na Akademii Rolniczej w Dublanach i uzyskał tytuł inżyniera rolnictwa. Po studiach wyjechał na praktykę do Wielkopolski. Był zarządcą majątków ziemiańskich w Wielkopolsce m.in. u Mieczysława Chłapowskiego z Kopaszewa i rodziny Żółtowskich, właścicieli Czacza koło Kościana. Mieszkał i pracował w Czaczu i Białczu Starym.
Dublany to miejsce, w którym wiele lat wcześniej pracował dziadek Stanisława Maciołowskiego – Kazimierz Pańkowski. Stanisław Maciołowski brał ślub z Marią Zdziechowską w Słaboszewku. W tym samym dniu za mąż wyszła też córka właściciela Słaboszewka, kuzynka Marii, również Maria Helena Zdziechowska. Narzeczonym Marii Heleny był hrabia Władysław Krasicki. Słaboszewko leży koło Mogilna, a bywali w nim: Jerzy Andrzejewski, Witold Gombrowicz, Witold Małcużyński, Antoni Uniechowski, Bolesław Miciński i inni.

### II wojna światowa
W sierpniu 1939, w stopniu porucznika rezerwy kawalerii zmobilizowany został do Wojska Polskiego. W kampanii wrześniowej walczył w 7 Pułku Strzelców Konnych Wielkopolskich. Pełnił funkcję oficera ordynansowego dowódcy pułku, a następnie adiutanta. Po zakończeniu działań przebywał w niewoli niemieckiej w Oflagu II C Woldenberg. Za walkę otrzymał Krzyż Walecznych. Był przedstawiony do Orderu Virtuti Militari.

### Okres powojenny
Po wyzwoleniu pracował w rolnictwie. Był m.in. dyrektorem Oddziału Herbapolu w Klęce koło Jarocina. Działał w Polskim Związku Jeździeckim jako instruktor nauki jazdy konnej. Jeździł konno długo na emeryturze. W Chociczy założył szkółkę jeździecką. Wonieść stał się miejscem Jego ostatecznego spoczynku. Pochowany został na parafialnym cmentarzu obok matki Heleny i brata Władysława.

## Rodzina

### Praprapradziadkowie
- Marcin Pochwalski (1740–1800 Brzezie) i Józefa Orpiszewska (Zakrzewska?).

### Prapradziadkowie
- Kasper Apolinary Pochwalski ur. Staniątki chrz. 08.01.1783 Kraków, kościół Mariacki, zm. 17.04.1831 Chrość par. Brzezie k. Krakowa i Helena Sędziałkiewicz

### Pradziadkowie
- Laurenty Maciołowski, oficjalista prywatny i Maria Machowska,
- Józef Kasper Pochwalski ur. 05.03.1816 Chrość, par. Brzezie k. Krakowa zm. 02.07.1875 Kraków, artysta malarz, konserwator i Marcjanna Berg ur. 24.12.1818 Wieliczka zm. 23.12.1891 Kraków, córka urzędnika Salin Wielickich.

### Dziadkowie
- Julian Maciołowski ur. 1841, zm. w Krakowie 20.06.1921, pochowany na Cmentarzu Rakowickim kwatera III B grobowiec Cyfrowiczów, Mayerów, Pochwalskich i Maria Pochwalska
- Kazimierz Pańkowski (ur. 1838, Łąka, zm. 1901) – uczeń rzeszowskiego gimnazjum (ok. 1849–1853); studiował w Szkole Rolniczej w Dublanach; profesor hodowli zwierząt w Szkole Rolniczej w Dublanach, dyrektor tejże szkoły (1862–1867), współpracownik Galicyjskiego Towarzystwa Gospodarczego; pracował nad uszlachetnianiem ras zwierząt hodowlanych i Honorata Komarnicka,

### Rodzice
- Juliusz Józef Marian Maciołowski (ur. 30 maja 1876 Kraków, zm. 1941 Karłag, obłast Karagandyjska, Kazachstan) więziony w Samborze, zesłany do Ordżonikidze, otrzymał wyrok w dniu 18.10.1940. (OSO NKWD ZSRR – 8l ITŁ), łagier Karłag,
- Helena Pańkowska (17.06.1886. Malechów – 2.12.1953. Kościan)- właściciele majątku w Mokrzanach odziedziczonego po rodzinie Pańkowskich. Helena po 1945 zamieszkała w Wielkopolsce. W Brońsku koło Czacza otrzymała gospodarstwo rolne w zamian za pozostawiony majątek w Mokrzanach,

### Rodzeństwo
- Kazimierz Maciołowski (1903–1940)- żołnierz walk o niepodległość Polski w okresie I wojny światowej, zamordowany przez NKWD
- Władysław Maciołowski (17.06.1917 Mokrzany – 10.01.1992. Ludwikowo koło Poznania), kierownik gospodarstwa rolnego sanatorium w Wonieściu, inspektor nasienny w CNOS w Krakowie, kierownik Domu Pracy Twórczej Historyków Sztuki (oddziału w Krakowie) w zamku w Niedzicy w którym bywało wielu znanych ludzi między innymi aktor i reżyser Gustaw Holoubek czy himalaista Andrzej Zawada, na emeryturze mieszkał w Nowym Targu.
- Maria Maciołowska (7.07.1918. Mokrzany – 23.11.1983. Odolanów pochowana w Sośnie) po mężu Kubacka, po wojnie mieszkała w Leśniczówce Kocina,

### Żona
- Maria Zdziechowska – kuzynka właścicieli Słaboszewka, ślub odbył się 8.10.1935 w Słaboszewie, wesele w Słaboszewku, świadkami byli Władysław Żółtowski z Niechanowa oraz Kazimierz Zdziechowski właściciel Słaboszewka i gospodarz uroczystości,

### Dzieci
- Ewa Maciołowska – tłumacz języka niemieckiego,
- Elżbieta Maciołowska-Ludowicz – „Preparaty” Wytwórnia Preparatów Kotłowych w Poznaniu – właściciel,
- Paweł Maciołowski – Stadnina Koni Kurozwęki sp. z o.o. – prezes,
- Magdalena Maciołowska – biolog, mieszka w Anglii.

### Bratankowie
- Jerzy Maciołowski syn Kazimierza (8.09.1934. – zmarł w Łodzi)
- Wojciech Maciołowski syn Kazimierza (16.07.1939.) – obaj wywiezieni wraz z matką Henryką z domu Kwaśniewicz (19.01.1909 Sambor – 10.07.1995 Łódź)nauczycielką we wsi Olszanik koło Sambora, do Kazachstanu 14.04.1940. Powrócili do Polski w czerwcu 1945 i zamieszkali w Łodzi,
- Piotr Maciołowski syn Władysława i Marii z domu Elandt (9.12.1951 Śmigiel) (zm. 18.06.2012 Poznań)- Przedsiębiorstwo Nasienne „Selecta” Robakowo koło Poznania – właściciel,
- Marek Maciołowski syn Władysława i Marii z domu Elandt (15.06.1953 Kościan)- absolwent uczelni rolniczych w Anglii i USA, pracownik Uniwersytetu w Chapel Hill, obecnie w USA Hortag Seed Company – właściciel, założyciel i dyrektor Historical Conservation Foundation; w zainteresowaniu Fundacji są Wschodnie Kresy I i II Rzeczypospolitej,

### Wnuki
- Joanna córka Pawła (1973)
- Bartosz syn Pawła (1976)
- Wojciech syn Pawła (1980)
- Jakub syn Pawła (1974)
- Antoni syn Pawła (1988)
- Piotr syn Elżbiety
- Tomasz syn Elżbiety
- Maria córka Magdaleny
- Weronika córka Magdaleny